# Carlo Mattrel
Carlo Mattrel (Turín, Provincia de Turín, Italia, 14 de abril de 1937 - Front, Provincia de Turín, Italia, 25 de septiembre de 1976) fue un futbolista italiano. Se desempeñaba en la posición de guardameta.

## Selección nacional
Fue internacional con la Selección de fútbol de Italia en 2 ocasiones. Debutó el 13 de mayo de 1962, en un encuentro ante la selección de Bélgica que finalizó con marcador de 1-3 a favor de los italianos.

### Participaciones en Copas del Mundo
| Mundial                        | Sede  | Resultado    |
| ------------------------------ | ----- | ------------ |
| Copa Mundial de Fútbol de 1962 | Chile | Primera fase |

## Clubes
| Club             | País   | Año         |
| ---------------- | ------ | ----------- |
| Juventus F. C.   | Italia | 1955 - 1956 |
| A. C. Ancona     | Italia | 1956 - 1957 |
| Juventus F. C.   | Italia | 1957 - 1961 |
| U. S. Palermo    | Italia | 1961 - 1962 |
| Juventus F. C.   | Italia | 1962 - 1965 |
| Cagliari Calcio  | Italia | 1965 - 1967 |
| S. P. A. L. 1907 | Italia | 1967 - 1968 |

## Palmarés

### Campeonatos nacionales
| Título      | Club           | País   | Año     |
| ----------- | -------------- | ------ | ------- |
| Serie A     | Juventus F. C. | Italia | 1957-58 |
| Copa Italia | Juventus F. C. | Italia | 1958-59 |
| Serie A     | Juventus F. C. | Italia | 1959-60 |
| Copa Italia | Juventus F. C. | Italia | 1959-60 |
| Serie A     | Juventus F. C. | Italia | 1960-61 |
| Copa Italia | Juventus F. C. | Italia | 1964-65 |